# Иодид платины(II)
Иодид платины(II) — неорганическое соединение, 
соль металла платины и иодистоводородной кислоты с формулой PtI2,
чёрные кристаллы,
не растворяется в воде.

## Получение
- Нагревание хлорида платины(II) с иодидом калия:

{\displaystyle {\mathsf {PtCl_{2}+2KI\ {\xrightarrow {T}}\ PtI_{2}+2KCl}}}

## Физические свойства
Иодид платины(II) образует чёрные кристаллы нескольких модификаций:
- α-PtI2, кубическая сингония, параметры ячейки a = 1,109 нм, Z = 12;
- β-PtI2, моноклинная сингония, пространственная группа P 21/c, параметры ячейки a = 0,663 нм, b = 0,874 нм, c = 0,690 нм, β = 102,6° .

Не растворяется в воде, этаноле, ацетоне, эфире,
растворяется в этиламине и иодоводороде.

## Химические свойства
- Разлагается при нагревании:

{\displaystyle {\mathsf {PtI_{2}\ {\xrightarrow {>320^{o}C}}\ Pt+I_{2}}}}